# Kjenn Station
Kjenn Station (Kjenn stasjon eller Kjenn holdeplass) var en jernbanestation, der lå i Kjenn i Vestby kommune på Østfoldbanens vestre linje i Norge.
Stationen blev oprettet som trinbræt i 1931. Den blev nedlagt 21. september 1996, da banen blev omlagt mellem Ski og Sandbukta og efterfølgende fjernet. Ved nedlæggelsen bestod stationen af et spor og en perron af træ med et rødmalet læskur af træ.